# 大陆性气候

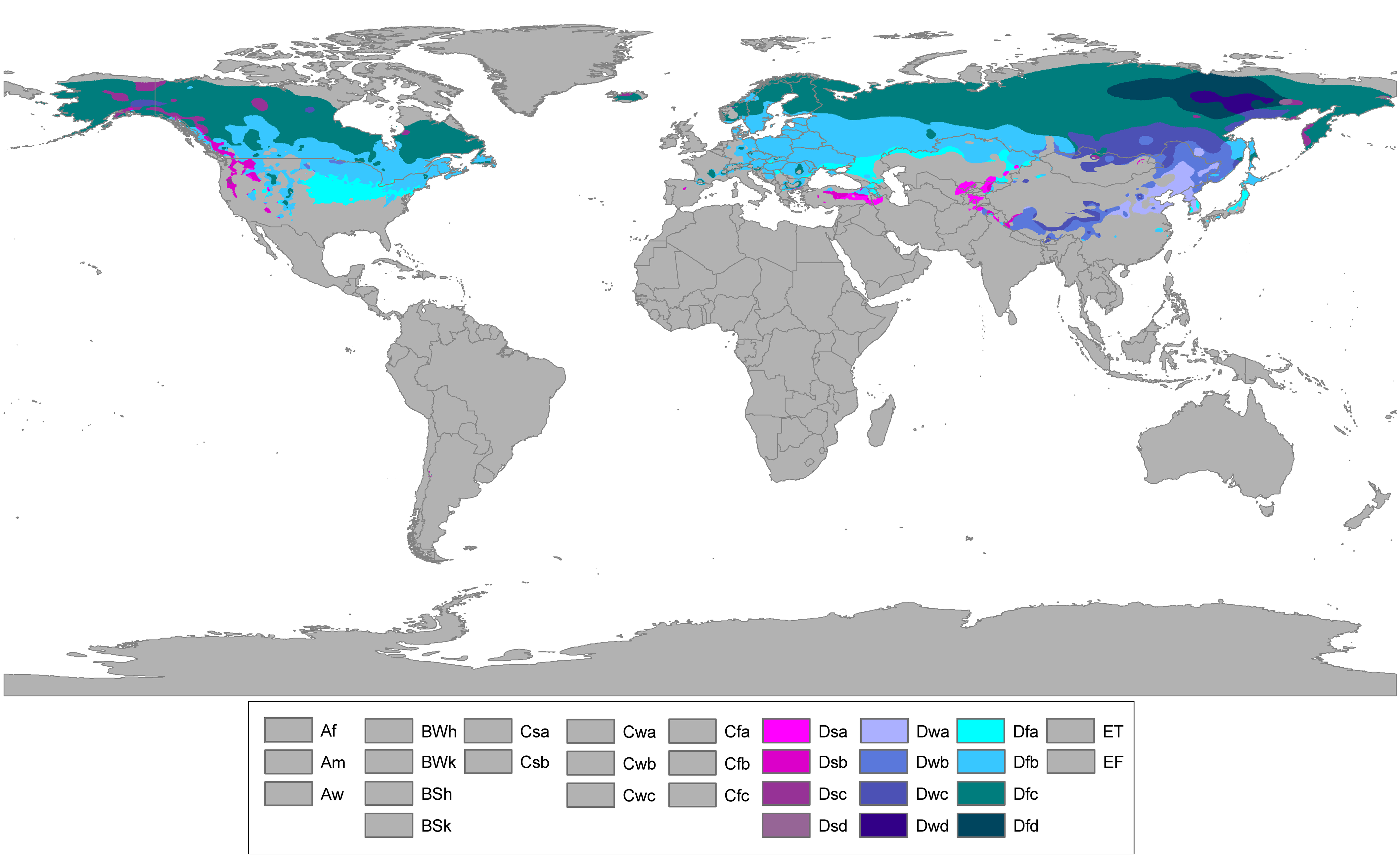
大陆性气候分布

大陆性气候是地球中纬度大陆腹地的一种气候类型，由于受海洋的影响较小，有年溫差大、降水少的特点。除了北美东海岸地区的温带大陆性湿润气候以外，本气候的冬季通常有一个固定的降雪周期，降水量小且相对主要集中在夏季。大陆性气候主要分布在北半球大陆，其中以亚洲和北美最典型，此外主要分布在高海拔地区。理想型大陆性气候年較差、日較差、日際極端溫差均大，反之則為理想型海洋氣候。

## 特点
夏季气温高、气压低、湿度大，冬冷夏热。